# Dziaduki
Dziaduki (biał. Дзедукі, Dzieduki; ros. Дедуки, Dieduki) – wieś na Białorusi, w obwodzie grodzieńskim, w rejonie lidzkim, w sielsowiecie Chodorowce.

## Historia
W XIX i w początkach XX w. położone były w Rosji, w guberni wileńskiej, w powiecie lidzkim.
W dwudziestoleciu międzywojennym leżały w Polsce, w województwie nowogródzkim, w powiecie szczuczyńskim (od 29 maja 1929, wcześniej w powiecie lidzkim), w gminie Żołudek. W 1921 miejscowość liczyła 166 mieszkańców, zamieszkałych w 29 budynkach, w tym 98 Polaków i 68 Białorusinów. 101 mieszkańców było wyznania rzymskokatolickiego i 65 prawosławnego.
Po II wojnie światowej w granicach Związku Sowieckiego. Od 1991 w niepodległej Białorusi.